# Messin' with the Kid: The Chief/Profile/U.S.A. Sessions 1957-1963
Messin' with the Kid: The Chief/Profile/U.S.A. Sessions 1957-1963 (da non confondere con un altro album di Junior Wells dal titolo Messin' with the Kids del 1974) è un album raccolta di Junior Wells, pubblicato dalla P-Vine Records nel 2003.

## Tracce
1. Two Headed Woman – 2:39 (Willie Dixon) – Registrato nel settembre-ottobre 1957 a Chicago (Illinois)
2. Lovey Dovey Lovey One – 2:10 (Mel London) – Registrato nel settembre-ottobre 1957 a Chicago (Illinois)
3. I Could Cry – 3:09 (Junior Wells) – Registrato nel settembre-ottobre 1957 a Chicago (Illinois)
4. Cha Cha Cha in Blues (Instrumental) – 2:20 (Junior Wells) – Registrato nel settembre-ottobre 1957 a Chicago (Illinois)
5. Little By Little – 2:32 (Mel London) – Registrato nel 1959 a Chicago (Illinois)
6. Come on in This House – 2:20 (Junior Wells) – Registrato nel 1959 a Chicago (Illinois)
7. You Don't Care – 2:18 (Junior Wells) – Registrato nel 1960 a Chicago (Illinois)
8. Prison Bars All Around Me – 2:27 (Junior Wells) – Registrato nel 1960 a Chicago (Illinois)
9. Calling All Blues (Instrumental) – 2:32 (Earl Hooker, Junior Wells) – Registrato il 5 maggio 1960 a Chicago (Illinois)
10. Galloping Horses a Lazy Mule – 2:32 (Earl Hooker, Junior Wells) – Registrato l'8 agosto 1960 a Chicago (Illinois)
11. Messin' with the Kid – 2:14 (Mel London) – Registrato il 17 ottobre 1960 a Chicago (Illinois)
12. You Sure Look Good to Me – 2:24 (Junior Wells) – Registrato il 17 ottobre 1960 a Chicago (Illinois)
13. So Tired – 2:12 – Registrato il 17 ottobre 1960 a Chicago (Illinois)
14. Universal Rock (Instrumental) – 2:29 (Junior Wells) – Registrato il 17 ottobre 1960 a Chicago (Illinois)
15. I Could Cry – 2:50 (Junior Wells) – Registrato nel maggio 1961 a Chicago (Illinois)
16. I'm a Stranger – 2:39 (Junior Wells) – Registrato nel maggio 1961 a Chicago (Illinois)
17. The Things I'd Do for You – 2:18 (Mel London) – Registrato nel maggio 1961 a Chicago (Illinois)
18. Love Me – 2:06 (Mel London, Junior Wells) – Registrato nel 1961 a Chicago (Illinois)
19. It Hurts Me Too – 2:38 (Hudson Whittaker) – Registrato nel 1961 a Chicago (Illinois)
20. I Need Me a Car – 2:20 (Mel London) – Registrato nel 1961 a Chicago (Illinois)
21. I'll Get You Too – 3:02 (Willie Dixon) – Registrato il 28 febbraio 1963 a Chicago (Illinois)
22. One Day – 2:50 (Willie Dixon) – Registrato il 28 febbraio 1963 a Chicago (Illinois)
23. She's a Sweet One – 3:00 (Willie Dixon) – Registrato il 28 febbraio 1963 a Chicago (Illinois)
24. When the Cat's Gone the Mice Play (take 1, 2, 3) – 2:18 (Willie Dixon) – Registrato il 28 febbraio 1963 a Chicago (Illinois)
25. When the Cat's Gone the Mice Play (take 4) – 1:52 (Willie Dixon) – Registrato il 28 febbraio 1963 a Chicago (Illinois)
26. Cha Cha Cha in Blue (Instrumental) – 5:51 (Willie Dixon, Junior Wells) – Registrato il 28 febbraio 1963 a Chicago (Illinois)

## Musicisti
Brani 1, 2, 3 e 4
- Junior Wells - voce, armonica
- Sly Johnson - chitarra
- Dave Myers - basso elettrico
- Willie Dixon - contrabbasso
- Eugene Lounge - batteria

Brani 5, 6, 7 e 8
- Junior Wells - voce, armonica
- John Lee Hooker - chitarra
- Lafayette Leake - pianoforte
- Dave Myers - chitarra basso
- Willie Dixon - contrabbasso
- Eugene Lounge - batteria

Brano 9
- Junior Wells - voce, armonica
- Johnny Jones - pianoforte
- John Walker - organo
- Earl Hooker - chitarra

Brano 10
- Junior Wells - voce, armonica
- John Walker - organo
- Earl Hooker - chitarra
- Willie Dixon - contrabbasso
- Harold Tidwell - batteria

Brani 11, 12, 13 e 14
- Junior Wells - voce, armonica
- Donald Hankins - sassofono
- Jarrett Gibson - sassofono
- John Walker - pianoforte
- John Walker - organo (solo brano: Universal Rock)
- Earl Hooker - chitarra
- Jack Myers - chitarra basso
- Fred Below - batteria

Brani 15, 16 e 17
- Junior Wells - voce, armonica
- Jarrett Gibson - sassofono tenore
- Donald Hankins - sassofono baritono
- John Walker - organo
- John Walker - pianoforte (brano: I'm a Stranger)
- Earl Hooker - chitarra
- Jack Myers - basso
- Fred Below - batteria

Brani 18, 19 e 20
- Junior Wells - voce, armonica
- John Walker - pianoforte
- Earl Hooker - chitarra
- altri musicisti sconosciuti

Brani 21, 22, 23, 24, 25 e 26
- Junior Wells - voce, armonica
- Jarrett Gibson - sassofono tenore
- Billy Emerson - organo
- Lafayette Leake - pianoforte
- Lacey Gibson - chitarra
- Jack Myers - chitarra basso
- Gil Day - batteria